# 帰正
帰正（きせい）とは、正教会、カトリック教会において、キリスト教の他教派から自教派へ宗旨を変えることを指す用語。「正しきに帰る」の意。プロテスタント教会の場合は、正教会やカトリック教会、あるいはプロテスタントの他教派から自教派へ変わる場合は転会（てんかい）と称する。
なお「改宗」とは、他の宗教へ宗旨を改めることを指す語であるため、キリスト教の他教派へ変わることは「改宗」とは呼ばない。また「主は一人、信仰は一つ、洗礼は一つ」（新約聖書『エフェソの信徒への手紙』 4章4-6節）の教義から、洗礼は生涯ただ一度のものとされ、他教派へ変わる場合にも再度洗礼を行うことはない。

## 正教会
- 正教会にカトリック教会から帰正する場合は「帰正式」を行う。
- 正教会にプロテスタントから帰正する場合は、プロテスタントにおける洗礼が有効なものであったかどうかが主教により判断される。
  - それが有効なものであれば帰正式が行われる。ただしプロテスタントでは堅信礼で油を使わない場合が殆どであるため、傅膏機密が帰正式と合わせて行われるケースが多い。
  - それが無効なものであれば洗礼機密・傅膏機密がセットで行われ「帰正」とは呼ばない。

## カトリック教会
- カトリック教会では、かつては「帰正」の用語が使われていたが[4]、1960年代に開かれた第二バチカン公会議以降は、エキュメニズムの精神に則って次第に使われなくなり、現在は「転向」と呼ばれる。他教派からの転向にあたっては、元の所属教会から洗礼台帳の移しを取り寄せ、受洗の事実を確認した上で「転向式」を行う。転向式ではカトリック教会へ転向する旨の誓約を立て、初聖体を受ける。
- なお、1967年（昭和42年）発行の『カトリック大辞典 1』によれば、他教派からカトリック教会に帰正する場合は「信仰宣言」「異端・離教の拒絶」「破門の解消」、時には「条件付洗礼」「告解」がなされ、教会への加入には司教の許可を必要とする、とされていた[5]。